# Ковалевич, Максим Витальевич
Максим Витальевич Ковалевич (бел. Максім Вітальевіч Кавалевіч; род. 2 мая 2002, Бобруйск, Могилёвская область) — белорусский футболист, нападающий клуба «Ислочь».

## Карьера

### «Шахтёр» Солигорск

#### Начало карьеры
Воспитанник футбольный академии бобруйской «Белшины». Первым тренером Ковалевича был Дмитрий Валерьевич Мигас. В юношеском возрасте занимался футболом в Академии АБФФ. В конце 2016 года был в списке лучших футболистов юношеского чемпионата. В июле 2019 года перешёл в солигорский «Шахтёр», где стал выступать за дублирующий состав. По итогу сезона 2020 года футболист стал лучшим бомбардиром первенства дублёров с 22 забитыми голами. В феврале 2021 года он отправился выступать за петриковский «Шахтёр». Дебютировал за клуб 18 апреля 2021 года в матче против дзержинского «Арсенала». Первым результативным действием за клуб отличился 11 июля 2021 года в матче против пинской «Волны», отдав голевую передачу. Дебютный гол за клуб 8 августа 2021 года в матче против «Барановичей». По итогу своего дебютного сезона футболист отличился 3 забитыми голами и 3 результативными передачами.

#### Сезон 2022
В начале 2022 года продолжил выступать за петриковский «Шахтёр». Первый матч в сезоне сыграл 9 апреля 2022 года против новополоцкого «Нафтана». В следующем матче 17 апреля 2022 года против «Осиповичей» отличился первой результативной передачей. Затем уже в следующем матче 23 апреля 2022 года против «Орши» отличился первым забитым голом, также отличившись дублем из результативных передач. В матче 11 июня 2022 года против клуба «Слоним-2017» футболист отличился забитым дублем. В ответном матче 28 августа 2022 года против «Орши» футболист отличился забитым голом и хет-триком из результативных передач. Очередным забитым дублем отличился 17 сентября 2022 года в матче против «Островца». В следующем матче 2 октября 2022 года против клуба «Молодечно-2018» футболист отличился забитым хет-триком. По окончании сезона футболист стал лучшим бомбардиром клуба с 13 забитыми голами и вторым лучшим ассистентом с 11 результативными передачами, также став бронзовым призёром Первой лиги. Затем футболист вернулся в распоряжение солигорского клуба. Дебютировал за клуб 26 ноября 2022 года в матче Кубка Беларуси против «Минска», также забив свой дебютный гол.

#### Сезон 2023
В начале 2023 года футболист начинал готовиться к новому сезону в составе солигорского «Шахтёра». Новый сезон футболист начал с победы за Суперкубок Беларуси, где 25 февраля 2023 года победили «Гомель», однако сам футболист остался на скамейке запасных. Первый матч в новом сезоне футболист сыграл 4 марта 2023 года в рамках четвертьфинальной стадии Кубка Беларуси против жодинского «Торпедо-БелАЗ», выйдя на замену на 74 минуте. По итогу ответной встречи жодинский клуб оказался сильнее, а футболист вместе с солигорским клубом завершил выступление на турнире. Дебютный матч в чемпионате футболист сыграл 18 марта 2023 года против новополоцкого «Нафтана», выйдя на поле в стартовом составе и отличившись также своим первым забитым голом. Футболист смог быстро закрепиться в основной команде солигорского клуба, став одним из основных игроков. По итогу сезона футболист вместе с клубом завершил чемпионат на итоговом тринадцатом месте. Сам же футболист смог отличиться за клуб 4 забитыми голами и 4 результативными передачами во всех турнирах.

#### Сезон 2024
Новый сезон футболист начал 6 марта 2024 года с четвертьфинального матча Кубка Беларуси против жодинского «Торпедо-БелАЗ», выйдя на поле в стартовом составе. В ответном четвертьфинальном матче Кубка Беларуси 10 марта 2024 года против жодинского «Торпедо-БелАЗ» футболист отличился забитым голом, однако по сумме матчей жодинский клуб оказался сильнее и вышел в следующую стадию. Первый матч в чемпионате футболист сыграл 17 марта 2024 года против «Витебска», выйдя на поле в стартовом составе. Первым забитым голом в чемпионате футболист отличился 28 апреля 2024 года в матче против «Слуцка». По итогу сезона футболист вместе с клубом завершил чемпионат на итоговом последнем месте. На протяжении сезона футболист выступал за солигорский клуб в роли ключевого игрока, отличившись забитым голом и 3 результативными передачами.

### «Ислочь»
В январе 2025 года футболист перешёл в «Ислочь», подписав с клубом двухлетний контракт. Дебютировал за клуб футболист 5 марта 2025 года в четвертьфинальном матче Кубка Беларуси против гродненского «Немана», выйдя на поле в стартовом составе. По итогу ответной встречи 9 марта 2025 года «Ислочи» было присуждено техническое поражение, а гродненский клуб прошёл в следующую стадию. Первый матч в чемпионате футболист сыграл 28 марта 2025 года против борисовского БАТЭ, выйдя на замену на 64 минуте. Первым результативным действием за клуб футболист отличился 6 апреля 2025 года в матче против столичного «Минска», отдав голевую передачу. Дебютными забитыми голами за клуб футболист отличился 23 мая 2025 года в матче против дзержинского «Арсенала», оформив дубль.

## Международная карьера
В ноябре 2017 года футболист дебютировал за юношескую сборную Беларуси до 16 лет в товарищеском матче против Литвы. В августе 2018 года футболист отправился на сборы с юношеской сборной Беларуси до 17 лет. Дебютировал за сборную 15 августа 2018 года в матче против Израиля. В октябре 2018 года футболист вместе со сборной отправился на квалификационные матчи юношеского чемпионата Европы до  17 лет. В январе 2019 года вместе со сборной стал победителем Кубка Развития.
В марте 2023 года футболист получил вызов в молодёжную сборную Беларуси. Дебютировал за сборную 24 марта 2023 года в матче против сборной Андорры, заменив на 71 минуте Максима Касараба.

## Достижения
Клубные
«Шахтёр» Солигорск
- Обладатель Суперкубка Беларуси: 2023